# Gładka Ławka
Gładka Ławka, Kotelnicowa Przehyba (słow. Hladká lávka, Kotolnicová priehyba, niem. Glatte Scharte, Kesseldurchgang, węg. Sima-csorba) – położona na wysokości około 1965 m przełęcz w grani głównej Tatr Wysokich, pomiędzy Gładkim Wierchem (Hladký štít, 2065 m) i Gładką Kotelnicą (Hladká Kotolnica, 1990 m). Należy do odcinka grani zwanego Liptowskimi Murami. Granią tą biegnie granica polsko-słowacka. Jest to szeroka przełęcz. Jej północno-wschodnie stoki opadają do Czarnego Piargu nad Czarnym Stawem w Dolinie Pięciu Stawów Polskich. Stoki południowe są skaliste tylko w najwyższej części, niżej są bardziej łagodne, piarżysto-trawiaste i opadają do Doliny Koprowej.
Słowo ławka pierwotnie oznaczało mniej więcej poziomą terenową formację podobną do zachodu lub półki. Później nazwę tę przeniesiono na znajdujące się nad nią przełęcze i przełączki.